# チャールズ・ピカリング (博物学者)

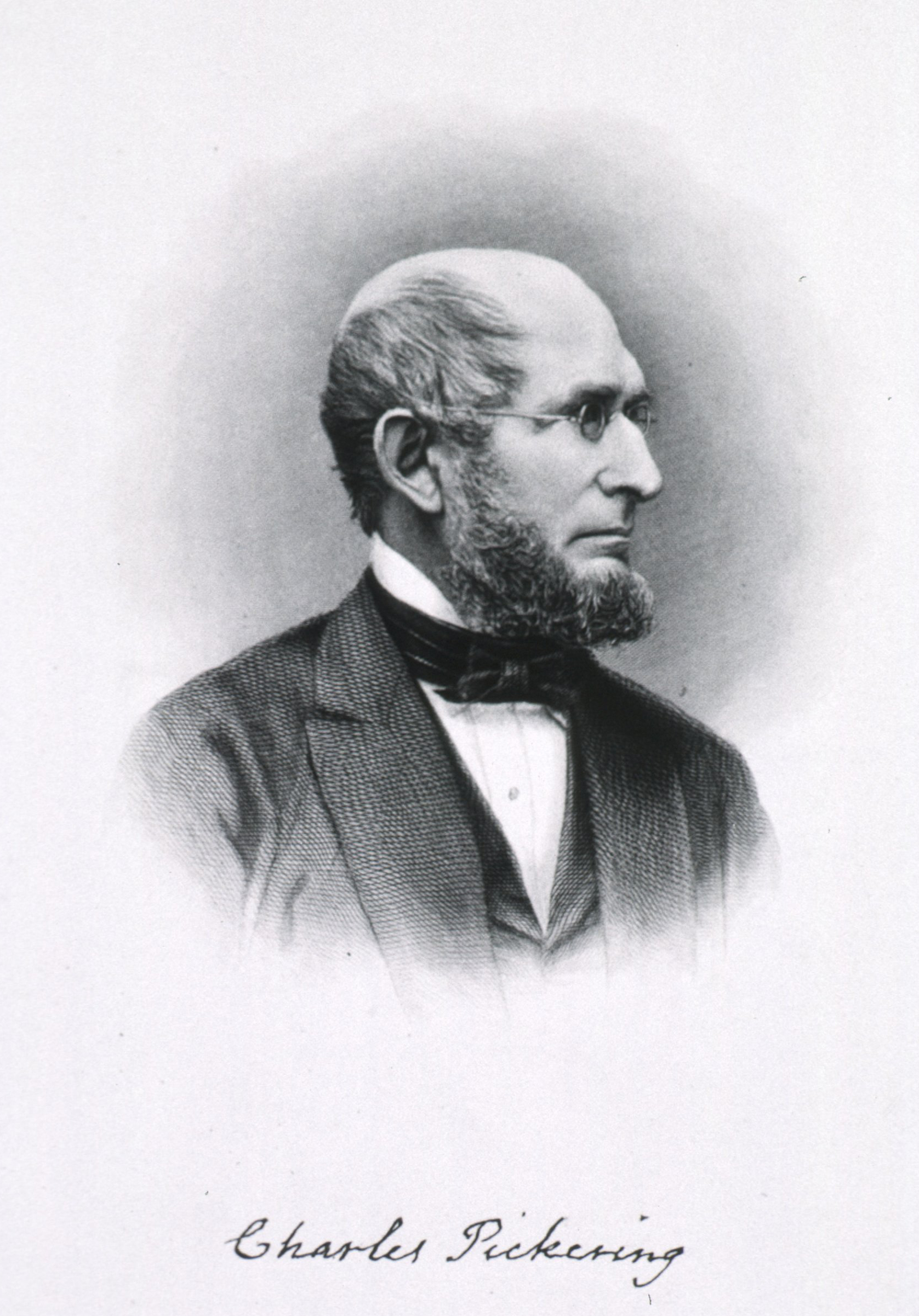
Charles Pickering

チャールズ・ピカリング（Charles Pickering、1805年11月10日 - 1878年3月17日）はアメリカ合衆国の博物学者、医師である。1838年から1842年の太平洋とその周辺の陸地を探検し測量したアメリカ合衆国探検遠征隊に参加した博物学者の一人である。

## 略歴
ペンシルベニア州サスケハナ郡で生まれた。ジョージ・ワシントンおよびジョン・アダムズ大統領の下で国務長官を務めたティモシー・ピカリングの孫である。マサチューセッツ州のウェンハムで育ち、1823年にハーバード大学で医学の学位を得た。フィラデルフィアで医師として働きながら、フィラデルフィア自然科学アカデミーの司書、学芸員として活動した。
1838年から1842年に行われたアメリカ合衆国探検遠征隊の科学隊員に選ばれ、ワシントン州メイソンにあるPickering Passageは隊長のチャールズ・ウィルクスがピカリングに因んで命名した。
探検が終わった1842年から翌年にかけては、探検で集められた試料の整理･研究を行い、それらはワシントンD.C.のパテントオフィスに収容された。
人類学の分野にも興味を持ち、1843年にアフリカ、インドに人種の研究のために旅した。人類の多起源説の信奉者で、1848年に、"Races of Man and Their Geographical Distribution"を発表し、人種を11に区分した。
後にボストンに移り、ボストンで再び医師として働いた。
ナミヘビ科のヘビの亜種、Thamnophis sirtalis pickeringiiの学名はピカリングに因んで命名された。

## 著作
- Pickering, Charles (1863). The geographical distribution of animals and plants (United States exploring expedition, 1838-1842, under the command of Charles Wilkes). Trübner and Company.
- Races of Man and Their Geographical Distribution (1848)
- Geographical Distribution of Animals and Plants (1854)
- Geographical Distribution of Plants (1861)
- Chronological History of Plants: Man's Record of His Own Existence Illustrated through Their Names, Uses, and Companionship (1879)